# Андрей Докурчев
Андрей Дімков Докурчев або Андреа Дімов з псевдонімом Докурче або Осман Бегович (1878, Велес - 11 жовтня 1907, Будинарці, Берівська Беровско) — македонський революціонер, учасник македонського революційного руху, член і лідер Македонської революційної організації.

## Життєпис
Дурчев народився в 1878 році у Велесі, Македонія, тоді в Османській імперії. У 1894 році він став членом Організації, а в 1896 році став нелегальним, коли приєднався до роти Андона Кьосето, а пізніше був четником у Михайла Апостолова та Крсто Асенова.
Докурчев був повітовим воєводою Горнодзюмай у 1901 році і брав участь у справі «Міс Стоун».
Навесні 1903 року з ротою Піту Гулі виїхав до Крушева.
Під час Ілінденського повстання брав участь в охороні Крушевської республіки, а після повстання знову був князем на Горнодзюмайщині в період 1904-1905 рр.
З наступного 1906 р. був нелегальним членом Струмицького райревкому, ревізором товариств. Помер 10/11 жовтня 1907 року в місцевості Бель Камень поблизу села Будинарці Малешівської області.

## Галерея

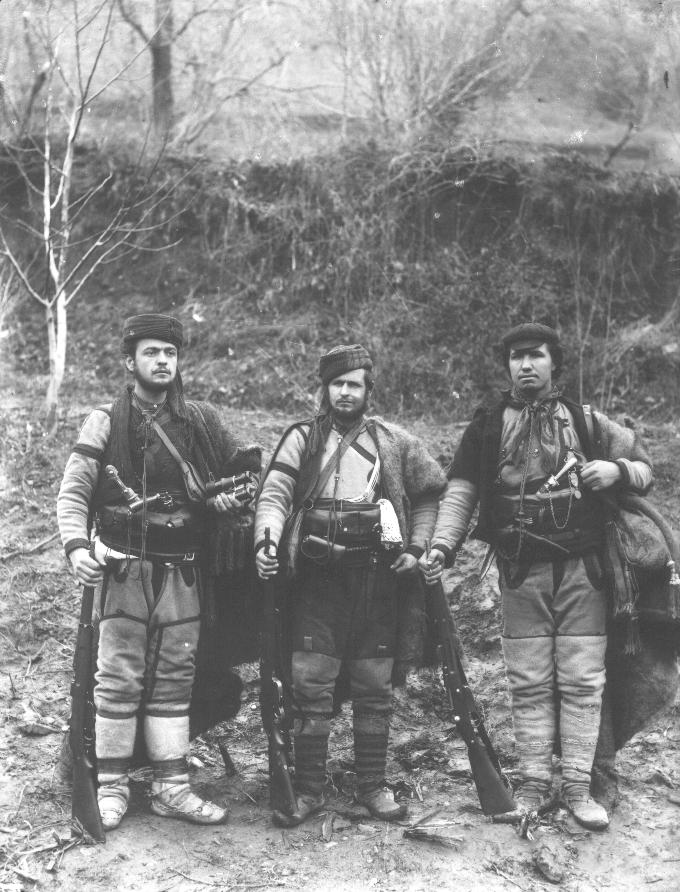
Андрей Докурчев, Андон Кьосето та Марко Христов
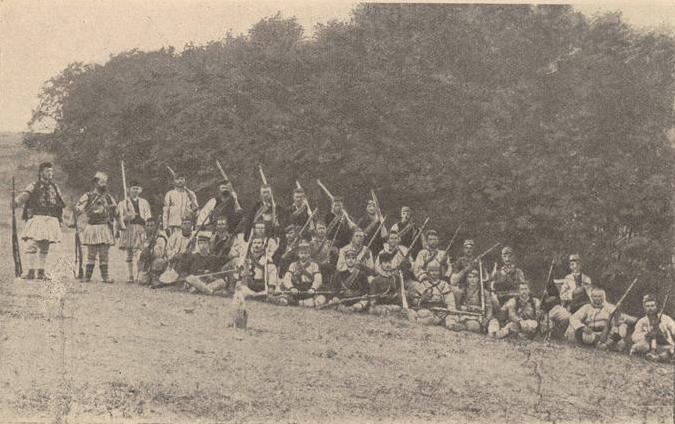
Рота Андрія Докурчева під час Ілінденського повстання на Крушевщині
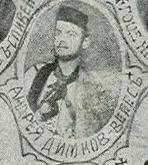
Портрет Докурчева на панелі ВМРО